# Special Olympics Kirgisistan
Special Olympics Kirgisistan (englisch: Special Olympics Kyrgyz Republic) ist der kirgisische Verband von Special Olympics International, der weltweit größten Sportbewegung für Menschen mit geistiger Beeinträchtigung und Mehrfachbeeinträchtigung. Ziel ist die sportliche Förderung dieser Personengruppe und die Sensibilisierung der Gesellschaft für sie. Außerdem betreut der Verband die kirgisischen Athletinnen und Athleten bei den Special Olympics Wettbewerben.

## Geschichte
Special Olympics Kirgisistan wurde 1991 mit Sitz in Bischkek gegründet.

## Aktivitäten
2019 waren 8.745 Athletinnen, Athleten und Unified Partner sowie 52 Trainer bei Special Olympics Kirgisistan registriert.
Der Verband nahm 2020 an den Programmen Athlete Leadership, Young Athletes, Motor Activities Training Program (MATP), Unified Schools und Unified Sports teil, die von Special Olympics International ins Leben gerufen worden waren.

### Sportarten
Folgende Sportarten wurden 2020 vom Verband angeboten:
- Badminton (Special Olympics)
- Basketball (Special Olympics)
- Fußball (Special Olympics)
- Judo
- Kraftdreikampf (Special Olympics)
- Leichtathletik (Special Olympics)
- Roller Skating (Special Olympics)
- Schwimmen (Special Olympics)
- Tischtennis (Special Olympics)
- Volleyball (Special Olympics)

### Teilnahme an Weltspielen vor 2020
(Quelle: )

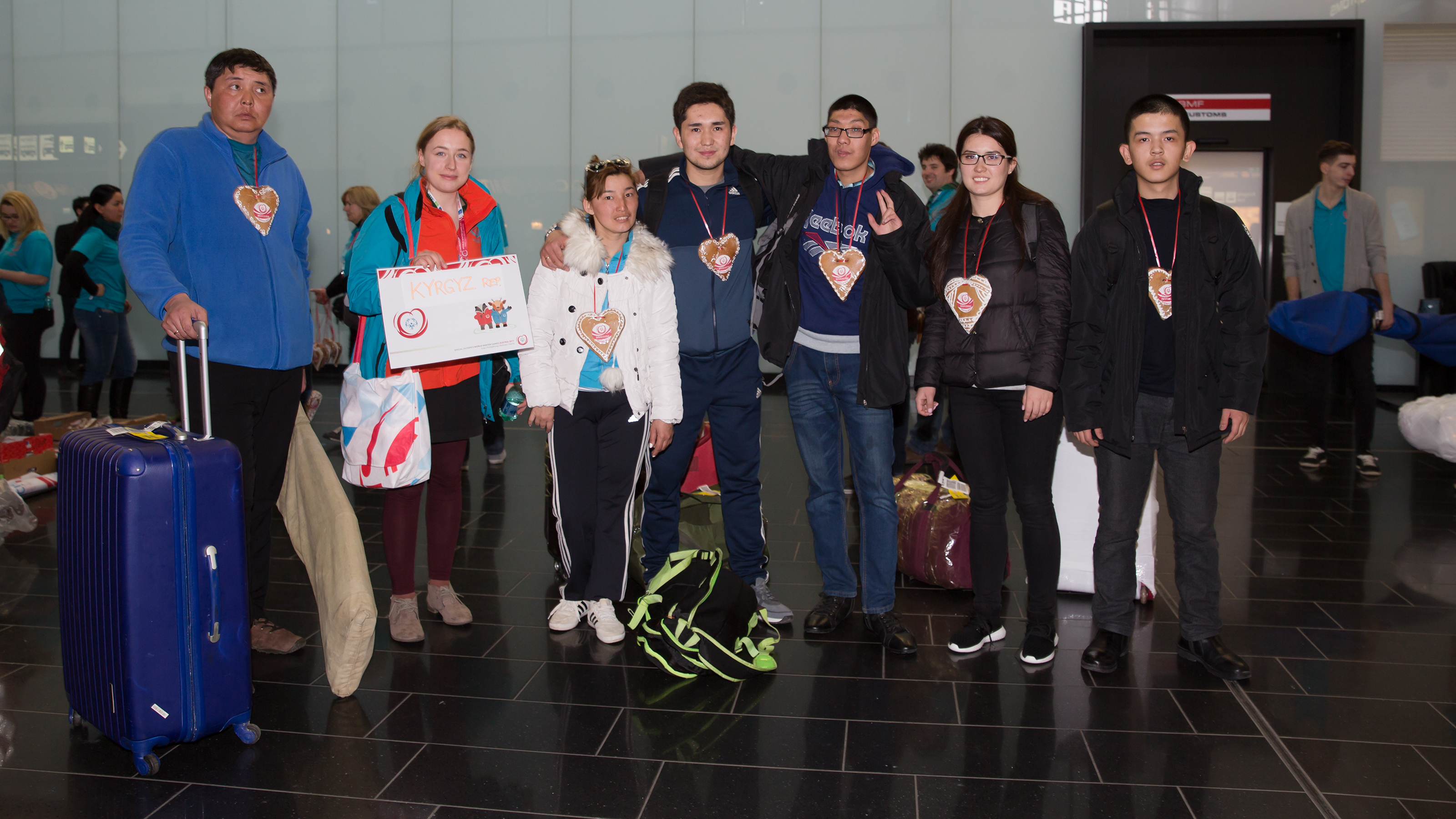
Ankunft des kirgisischen Teams bei den Special Olympics World Winter Games 2017

- 2007 Special Olympics World Summer Games, Shanghai, China (9 Athletinnen und Athleten)
- 2009 Special Olympics World Winter Games, Boise, USA (4 Athletinnen und Athleten)
- 2011 Special Olympics World Summer Games, Athen (13 Athletinnen und Athleten)
- 2015 Special Olympics World Summer Games, Los Angeles, USA (5 Athletinnen und Athleten)
- 2017 Special Olympics World Winter Games, Graz-Schladming-Ramsau, Österreich (3 Athletinnen und Athleten)
- 2019 Special Olympics, World Summer Games, Abu Dhabi (4 Athletinnen und Athleten sowie Partnerinnen und Partner)

### Teilnahme an den Special Olympics World Summer Games 2023 in Berlin
Special Olympics Kirgisistan nahm an den Special Olympics World Summer Games 2023 teil. Die Delegation wurde vor den Spielen im Rahmen des Host Town Program vom Landkreis Hersfeld-Rotenburg betreut und bestand aus 15 Personen. Das Team erwarb bei diesen Weltspielen zwei Bronzemedaillen.

### Teilnahme an Weltspielen nach 2023
- 2025 Special Olympics World Winter Games, Turin, Italien (3 Athletinnen und Athleten)[5]